# Lijst van rijksmonumenten in Zutphen (gemeente)
De gemeente Zutphen telt 439 inschrijvingen in het rijksmonumentenregister. Hieronder een overzicht. 

## Warnsveld
De plaats Warnsveld telt 44 inschrijvingen in het rijksmonumentenregister. Zie Lijst van rijksmonumenten in Warnsveld voor een overzicht.

## Zutphen
De plaats Zutphen telt 395 inschrijvingen in het rijksmonumentenregister. Zie Lijst van rijksmonumenten in Zutphen (plaats) voor een overzicht.
Aalten ·
Apeldoorn ·
Arnhem ·
Barneveld ·
Berg en Dal ·
Berkelland ·
Beuningen ·
Bronckhorst ·
Brummen ·
Buren ·
Culemborg ·
Doesburg ·
Doetinchem ·
Druten ·
Duiven ·
Ede ·
Elburg ·
Epe ·
Ermelo ·
Harderwijk ·
Hattem ·
Heerde ·
Heumen ·
Lingewaard ·
Lochem ·
Maasdriel ·
Montferland ·
Neder-Betuwe ·
Nijkerk ·
Nijmegen ·
Nunspeet ·
Oldebroek ·
Oost Gelre ·
Oude IJsselstreek ·
Overbetuwe ·
Putten ·
Renkum ·
Rheden ·
Rozendaal ·
Scherpenzeel ·
Tiel ·
Voorst ·
Wageningen ·
West Betuwe ·
West Maas en Waal ·
Westervoort ·
Wijchen ·
Winterswijk ·
Zaltbommel ·
Zevenaar ·
Zutphen